# Winterbeek (Beringen)

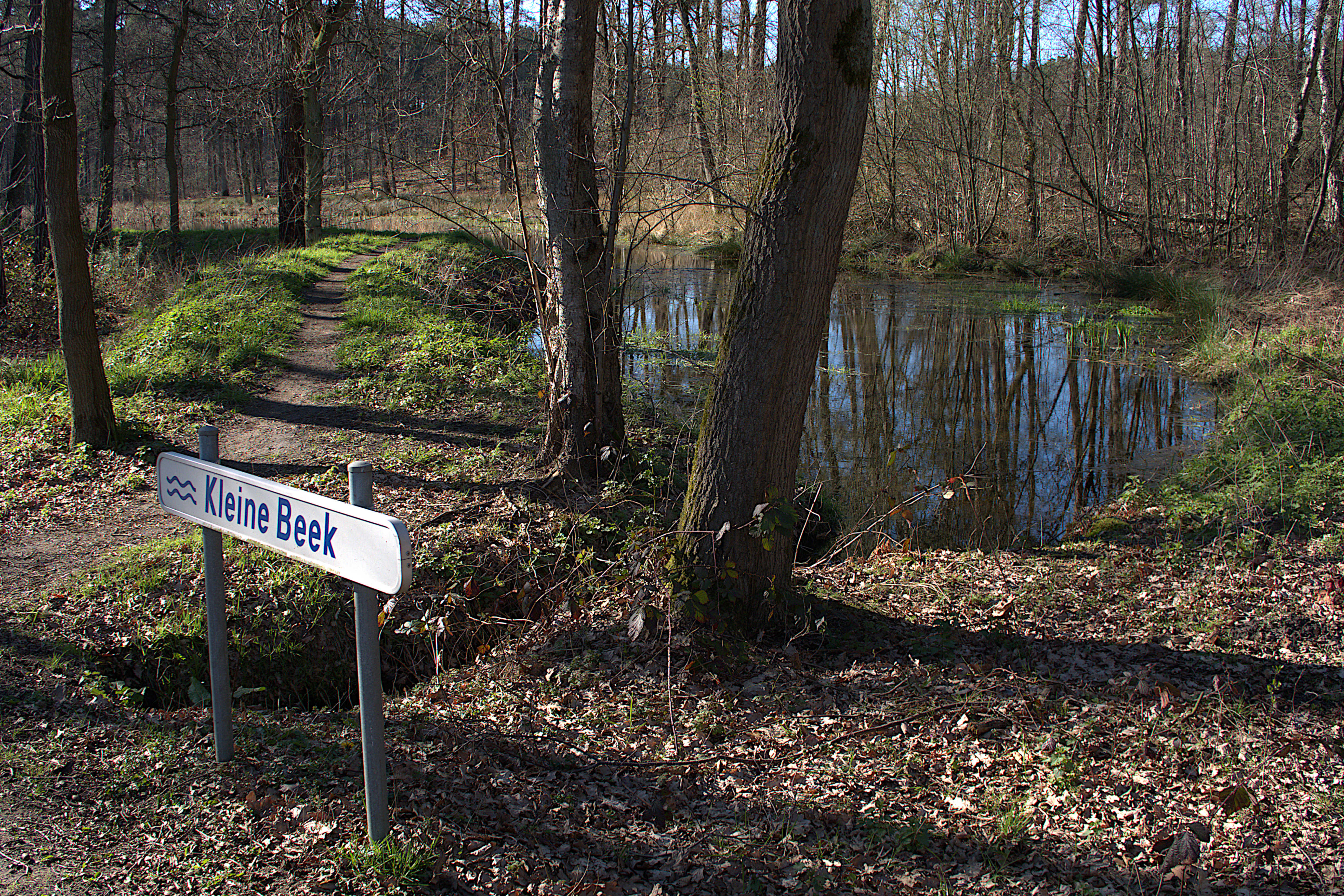
Bij de oorsprong in Korspel (Beverlo) is de naam Kleine Beek

De Winterbeek is de hoofdstroom in een netwerk van – deels gegraven – beekbeddingen in België in de Zuiderkempen. De Winterbeek ontspringt in Beverlo (deelgemeente van Beringen)  en mondt na een traject van 32 km in Scherpenheuvel-Zichem uit in de Demer. Op dat traject verandert de beek meerdere keren van naam.
Het is een zijrivier van de Demer. Het stroomgebied omvat ruim 85 km² en de lengte van de beek bedraagt ruim 32 kilometer. De Winterbeek stroomt door het natuurgebied Vallei van de Drie Beken ten zuiden van het dorp Deurne. Het brongebied ligt op het Kempens Plateau, op 57,5 m hoogte. De samenvloeiing met de Demer ligt op 17 m.
Ze moet niet verward worden met de Winterbeek bij Beverst of de iets zuidelijker stromende Winterbeek in Koersel en Beringen-centrum, die ten westen van Beringen uitmondt in de Zwarte Beek.

## Waterloop met verschillende namen
De naamgeving van de beken die het beeksysteem vormen is ingewikkeld. De Winterbeek is de algemene naam van de hoofdbeek. Bij het brongebied werd ze de Genemeerbeek en ook Kleine Beek genoemd. Vanaf Paal draagt ze de naam Winterbeek. Eens over de provinciegrens in Vlaams-Brabant krijgt ze de naam Grote Beek tot de zijbeek 'Kleine Beek' in die Grote Beek terecht komt; daar verandert de naam in Zwart Water. Vanaf dat de zijbeek de Hulpe er in komt, krijgt ze de naam van die beek om als de Hulpe uit te monden in de Demer.

## Stroomgebied
Het stroomgebied van wat kortweg de Winterbeek genoemd wordt, heet dus voluit eigenlijk het stroomgebied van de Winterbeek, Grote Beek, Zwart Water en Hulpe.
Het brongebied van de Winterbeek ligt in Korspel, een gehucht van Beringen. In westelijke, stroomafwaartse, richting komen drie beken bij elkaar die de Winterbeek voeden, waaronder de Genemeerbeek. Door mijnverzakkingen is de waterhuishouding in dit brongebied verstoord waardoor de stromingsrichting van de Genemeerbeek omkeerde en niet meer in de Winterbeek uitkwam. Daarom werd er een nieuwe verbinding van het brongebied van deze beek naar de Winterbeek gemaakt.  Tussen de dorpskommen van Beverlo en Beringen-Mijn gaat de beek in westelijke richting, om met behulp van een sifon onder het Albertkanaal te worden doorgeleid. Nu loopt de beek verder zuidwestwaarts, ten noorden langs de Paalse Plas en ten zuidoosten van Tessenderlo en Deurne. Tot daar is het een onbevaarbare waterloop van tweede categorie. Nabij de Paalse Plas wordt het een waterloop van eerste categorie wegens de hoge vervuiling.  Verder stroomafwaarts gaan Kleine Beek en Middelbeek parallel aan de Winterbeek lopen en wordt de naam  Grote Beek. De vallei met deze parallel lopende beken wordt de ‘Vallei der drie beken’ genoemd. De beek stroomt ten zuiden van Deurne, langs het gebied Asdonk. Vanaf het punt waar de Kleine Beek in de Grote Beek terecht komt verandert de naam 'Grote Beek' in Zwart Water. Deze is genoemd naar de zwarte kleur die het water heeft gekregen ten gevolge van de venige bodem. Voorbij Molenstede is er opnieuw een naamsverandering, en heet de beek de Hulpe, naar een belangrijke zijbeek die er op uitkomt. Onder de naam Hulpe loopt ze door de Demerbroeken om vervolgens uit te monden in de  Demer.
In het westelijk deel van het stroomgebied wordt de vallei geflankeerd door getuigenheuvels die uit ijzerzandsteen bestaan. Deze liggen tot 30 meter hoger dan hun omgeving.

## Vervuiling
De Winterbeek is een van de meest vervuilde rivieren van Vlaanderen. Decennialang loosde het bedrijf Tessenderlo Chemie in Ham water met een hoge concentratie chloriden in de Grote Laak (zijrivier van de Grote Nete) en de Winterbeek.
Al minstens sinds de jaren zeventig was geweten dat het bedrijf Tessenderlo Chemie afvalwater loosde in de Grote Laak en de Winterbeek. Om het afvalwater met hoog zoutgehalte van Tessenderlo Chemie af te voeren werd in de jaren 70 de smeerpijp Limburg-Antwerpen gebouwd. Door de lozing in de Laak en de Winterbeek waren die beken in brakwaterriviertjes veranderd. De Smeerpijp werd echter nooit voor afvalwater in gebruik genomen en de lozingen gingen nog heel lang door. In de jaren 90 werden inspanningen gedaan om de lozingen te beperken zodat deze onder de normen vielen. Dit gebeurde echter niet: een 'optimale' zuivering van het lozingswater zou echter niet economisch rendabel zijn en de lozingen bleven duren tot in 2014. In een rapport van de Vlaamse milieu-administratie uit 2003 is er sprake van chloridenconcentraties tot bijna 6000 mg/l, waar de norm voor oppervlaktewater op 200 mg chloriden per liter lag. Ook werd er een historische vervuiling met zware metalen als arseen, barium, cadmium en radium gevonden in de waterbodem en oevers. Men verklaarde de beek dan ook 'biologisch dood': "Fauna noch flora komt in de waterloop voor."
De eigenaars van vervuilde percelen werden door de Openbare Vlaamse Afvalstoffenmaatschappij (OVAM) vrijgesteld van saneringsplicht aangezien het om een historische vervuiling van Tessenderlo Chemie gaat. Aangezien Tessenderlo Chemie nog bleef lozen, was het niet zinvol om met een bodemsanering te starten. Lange tijd was het ook niet duidelijk of het bedrijf verplicht zou worden om op te draaien voor saneringskosten. In principe is dit het geval, maar dit zou "niet haalbaar" zijn volgens de toenmalige burgemeester van Laakdal.
Sinds 2014 werkt Tessenderlo Chemie met OVAM aan de sanering van de Winterbeek. In maart 2017 startten Tessenderlo Chemie, OVAM en de Vlaamse Milieumaatschappij (VMM) aan de saneringswerken, het streven was dat die tegen 2021 voltooid zouden zijn. In 2023 was het daadwerkelijk zover en bleek er na de sanering een sterke vermindering van de meeste vervuilende stoffen in bodem en water te constateren. Positieve ecologische effecten waren in dat jaar nog niet overal in de beek te vinden.